# Cnemidocarpa longata
Cnemidocarpa longata is een zakpijpensoort uit de familie van de Styelidae. De wetenschappelijke naam van de soort is voor het eerst geldig gepubliceerd in 1954 door Kott.